# Un punch à l'estomac
Pour les articles homonymes, voir So This Is Love.
Un punch à l'estomac (So This Is Love?) est un film muet américain réalisé par Frank Capra et sorti en 1928.

## Synopsis
Une jeune femme est amoureuse d'un boxeur dépourvu de moralité. Un dessinateur finira par devenir un héros malgré lui, qui pourra conquérir son cœur.

## Fiche technique
- Titre : Un punch à l'estomac
- Titre original : So This Is Love?
- Réalisation : Frank Capra
- Assistant : Eugene Derue[1]
- Scénario : Rex Taylor, adaptation de Elmer Harris d'après Norman Springer
- Producteur : Harry Cohn
- Société de production : Columbia Pictures
- Image : Ray June
- Montage : Arthur Roberts
- Durée : 60 minutes
- Date de sortie : 6 février 1928

## Distribution
- Shirley Mason : Hilda Jenson
- William Collier Jr. : Jerry McGuire
- Johnnie Walker : Spike Mullins
- Ernie Adams : Flash Tracy
- Carl Gerard : Otto
- William H. Strauss : Maison Katz
- Jean Laverty : Mary Malone[2]

## Commentaires
So This Is love? est une comédie qui préfigure les histoires d'amour improbables à venir de futurs films de Frank Capra.